# Mijaíl Lingue
Mijaíl Lingue (Kaluga, Rusia, 26 de noviembre de 1958-4 de febrero de 1994) es un atleta soviético retirado, especializado en la prueba de 4x400 m en la que llegó a ser campeón olímpico en 1980.

## Carrera deportiva
En los JJ. OO. de Moscú 1980 ganó la medalla de oro en los relevos 4x400 metros, con un tiempo de 3:01.08 segundos, por delante de Alemania del Este e Italia, siendo sus compañeros de equipo: Víktor Markin, Remigius Valiulis y Nikolái Chernetski.